# Рахів (станція)
Рáхів — залізнична станція 4-го класу Івано-Франківської дирекції Львівської залізниці на лінії Делятин — Ділове між станціями Ясіня (27 км) та Ділове (9,5 км). Розташована у місті Рахів Рахівського району Закарпатської області, поблизу державного кордону України й Румунії та географічного центру Європи.

## Історія
Величезним поштовхом до соціально-економічного розвитку краю стало будівництво залізниці від станції Ясіня до Рахова, яка була введена в експлуатацію 15 серпня 1895 року. Будували залізницю 16 000 італійців і фахівців з інших країн Європи. В тому ж році і була заснована станція, яка пережила декілька імперій.
У різні часи звідси курсували поїзди до Будапешта, Відня, Праги, Ужгорода через Мармарощину, що нині входить до складу Румунії.
До початку 1990-х років станція була передатним пунктом із Румунськими залізницями. У радянські часи станція обслуговувала підприємства лісопромислового господарства, картонну фабрику.
Керівництвом Закарпатської області 25 січня 2022 року відновлено діалог з комплексного підходу та стратегічних проєктів, які можуть ефективно впливати на цілий сектор економіки області. Запропоновано відновлення транскордонного пасажирського перевезення і курсування поїзда з Івано-Франківська через Рахів, Берлибаш, залізничний міжнародний пункт пропуску на ділянці Ділове — Валя Вишеулуй у напрямку Сигіт Мармацій.
16 лютого 2022 року о 12:40 з Рахова до Маріуполя вирушив «Поїзд єднання», який провіз Державний Прапор України через 12 областей країни, на всіх 15 зупинках на маршруті руху поїзда на прапорі зустрічаючі залишали підписи зі словами підтримки та єднання України.
До Дня незалежності України, 24 серпня 2022 року, в рамках реалізації проєкту відновлення лінії до Держкордону через станцію Берлибаш, оновлено фасад вокзалу, прилегла територія та  встановлена огорожа митної зони на станції Рахів. З 26 серпня 2022 року подовжено маршрут руху приміського поїзда від станції Рахів до зупинного пункту Ділове.
9 листопада 2022 року було запущено тестовий поїзд до станції Валя Вишеулуй у Румунії.
18 січня 2023 року запущено пасажирський поїзд «Мармароський експрес» до Валя Вишеулуй. Рух цією ділянкою було відновлено після перерви у 17 років.

## Пасажирське сполучення
До 2014 року до Рахова курсував лише один пасажирський поїзд зі Львова. Решта сполучень у напрямку Коломиї та Івано-Франківська виконувались приміськими дизель-поїздами Д1 або загальними вагонами, причепленими до тепловоза М62. Від 2014 року пасажирський рух на станції пожвавився, відкрилися сполучення до Києва, Харкова, Одеси, Миколаєва. Наразі Рахів є кінцевою та приймає і відправляє такі поїзди:
| Рух пасажирських поїздів по станції Рахів |                          |                          | |                  |          |
| №                                         | Маршрут сполучення       | Періодичність курсування | Проміжні станції | Дата призначення | Примітки |
| Поїзди далекого сполучення                |                          |                          | |                  |          |
| 55/56                                     | Київ — Рахів             | Щоденно                  | Козятин, Вінниця, Хмельницький, Тернопіль, Львів, Івано-Франківськ, Делятин, Яремче, Ворохта                               |                  |          |
| 95/96                                     | Київ — Рахів             | Щоденно                  | Шепетівка, Львів, Івано-Франківськ, Делятин, Яремче, Ворохта                                                               | 04.08.2020       |          |
| 143/144                                   | Суми — Рахів             | Через день               | Ворожба, Бахмач, Ніжин, Київ, Козятин, Вінниця, Хмельницький, Тернопіль, Львів, Івано-Франківськ, Делятин, Яремче, Ворохта | 19.01.2024       |          |
| 255/256                                   | Київ — Рахів             | Через день               | Козятин, Вінниця, Хмельницький, Тернопіль, Львів, Івано-Франківськ, Делятин, Яремче, Ворохта                               | 22.02.2024       |          |
| Поїзди приміського сполучення             |                          |                          | |                  |          |
| 6403/6404                                 | Івано-Франківськ — Рахів | Щоденно                  | Делятин, Яремче, Ворохта                                                                                                   |                  |          |
| 6441/6442                                 | Коломия — Ділове         | Щоденно                  | Делятин, Яремче, Ворохта                                                                                                   | 26.08.2022       |          |

З 26 серпня 2022 року відновлено пасажирське сполучення на ділянці Рахів  — Ділове. Приміському поїзду Коломия — Рахів подовжено маршрут руху до зупинного пункту Ділове.
27 серпня 2022 року, на другий день курсування приміського поїзда Ділове — Коломия, на ділянці Рахів — Берлибаш, у поїзда зійшов з рейок візок третього вагону через ніби то розширення колії.

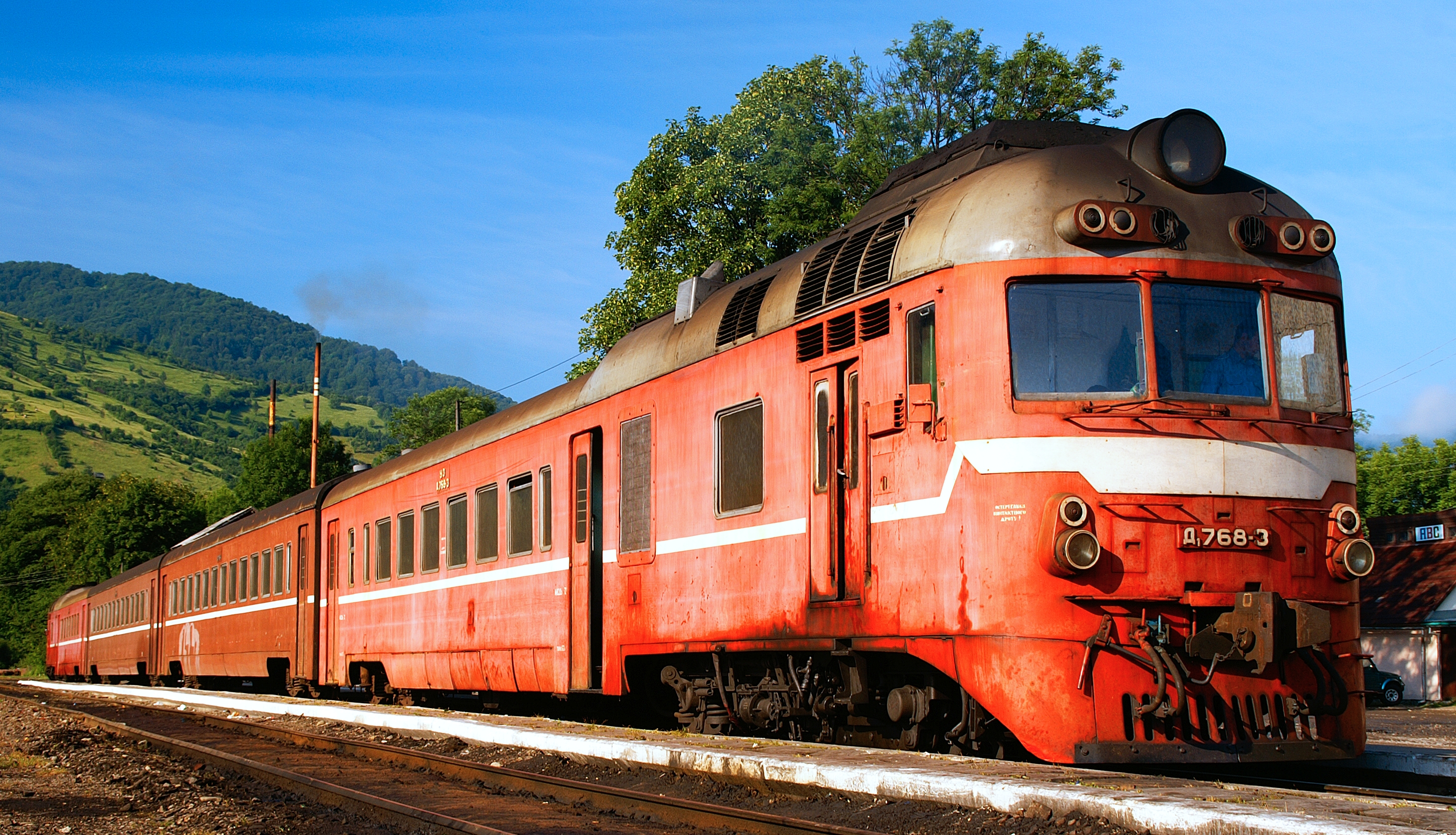
Дизель-поїзд Д1
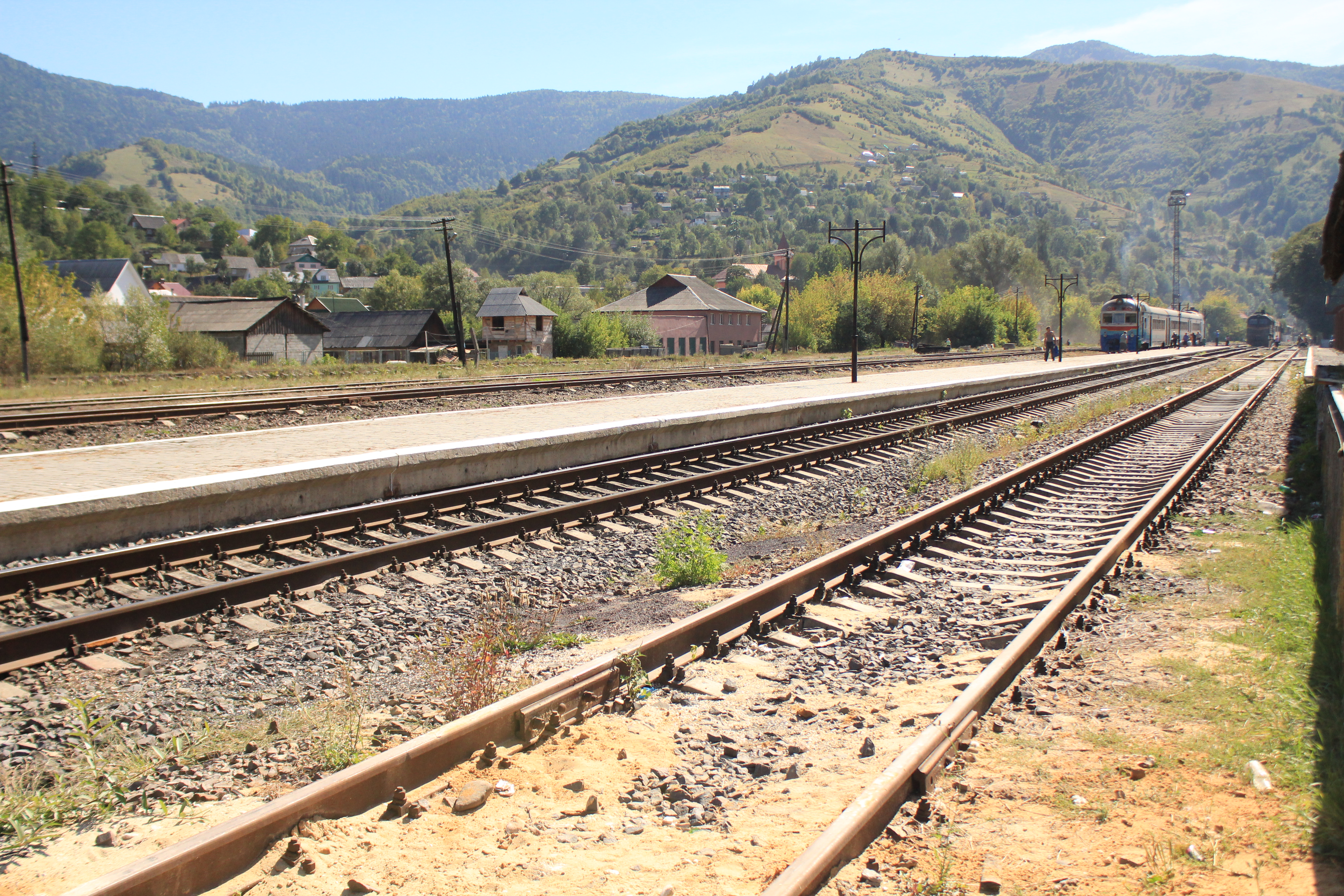
Панорама станції
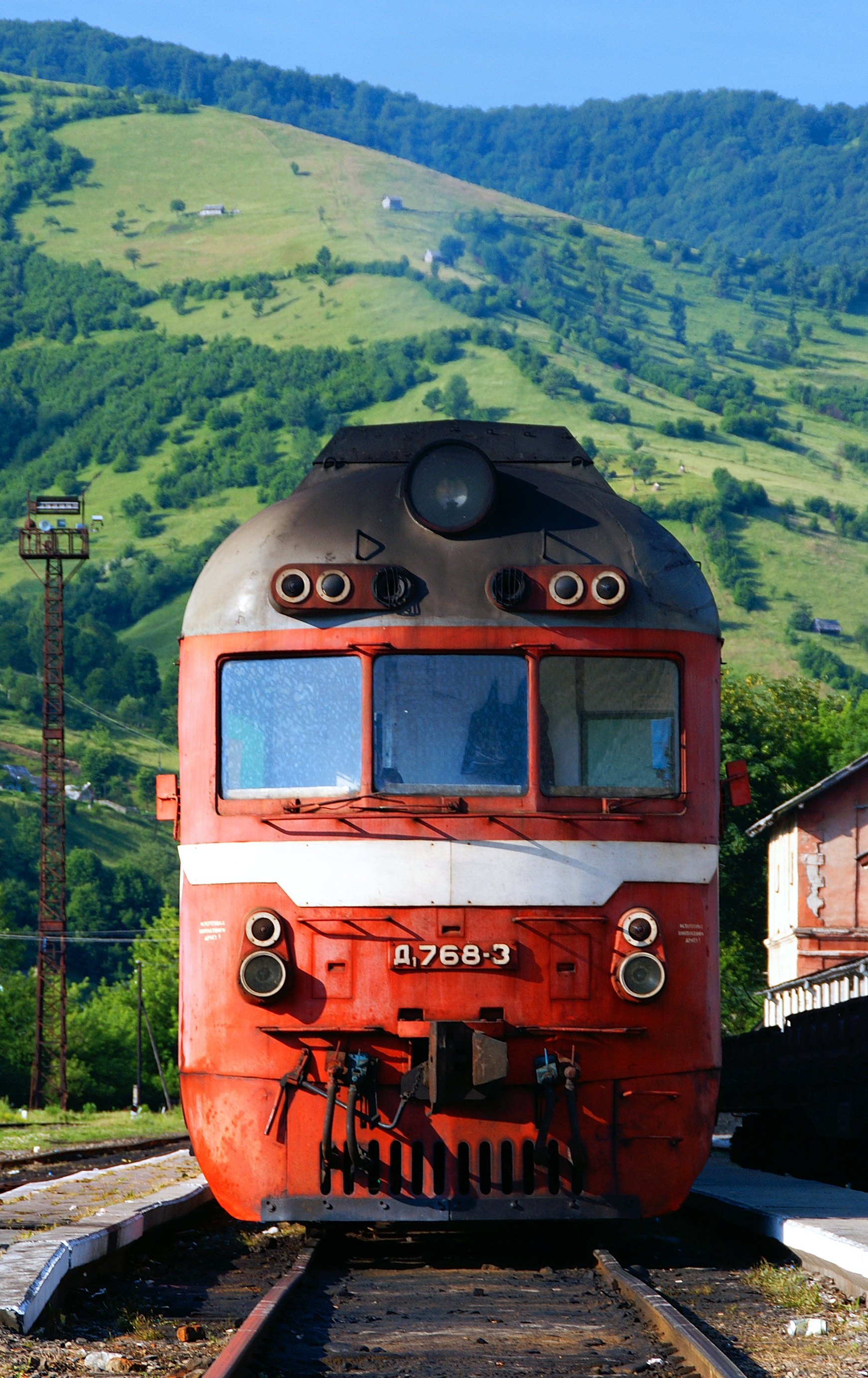
Дизель-поїзд Д1

## Вокзал
Рахівський вокзал великий, сучасний і затишний, оскільки зазнав кардинальної реконструкції у 2007 році. Неподалік від залізничного вокзалу розташований автовокзал (вул. Привокзальна, 11).

## Прикордонний пункт
Наразі припинений вантажний та пасажирський рух за Рахів, у напрямку прикордонної станції Берлибаш, зупинки Ділове та державного кордону України, а також далі до станції Вишівська Долина і Сигету-Мармацієй (Румунські залізниці). У 1990-х роках та з перервами до 2007 року, кілька разів на тиждень курсував приміський дизель-поїзд Рахів — Сигету-Мармацієй, який був скасований через контрабанду. Тоді Румунія заарештувала український поїзд, а «Укрзалізниця» надалі відмовилася продовжувати рейси на даному маршруті. Дільниця до Ділового не є покинутою. Щороку на цій дільниці здійснюється технічний огляд колій.

## Галерея

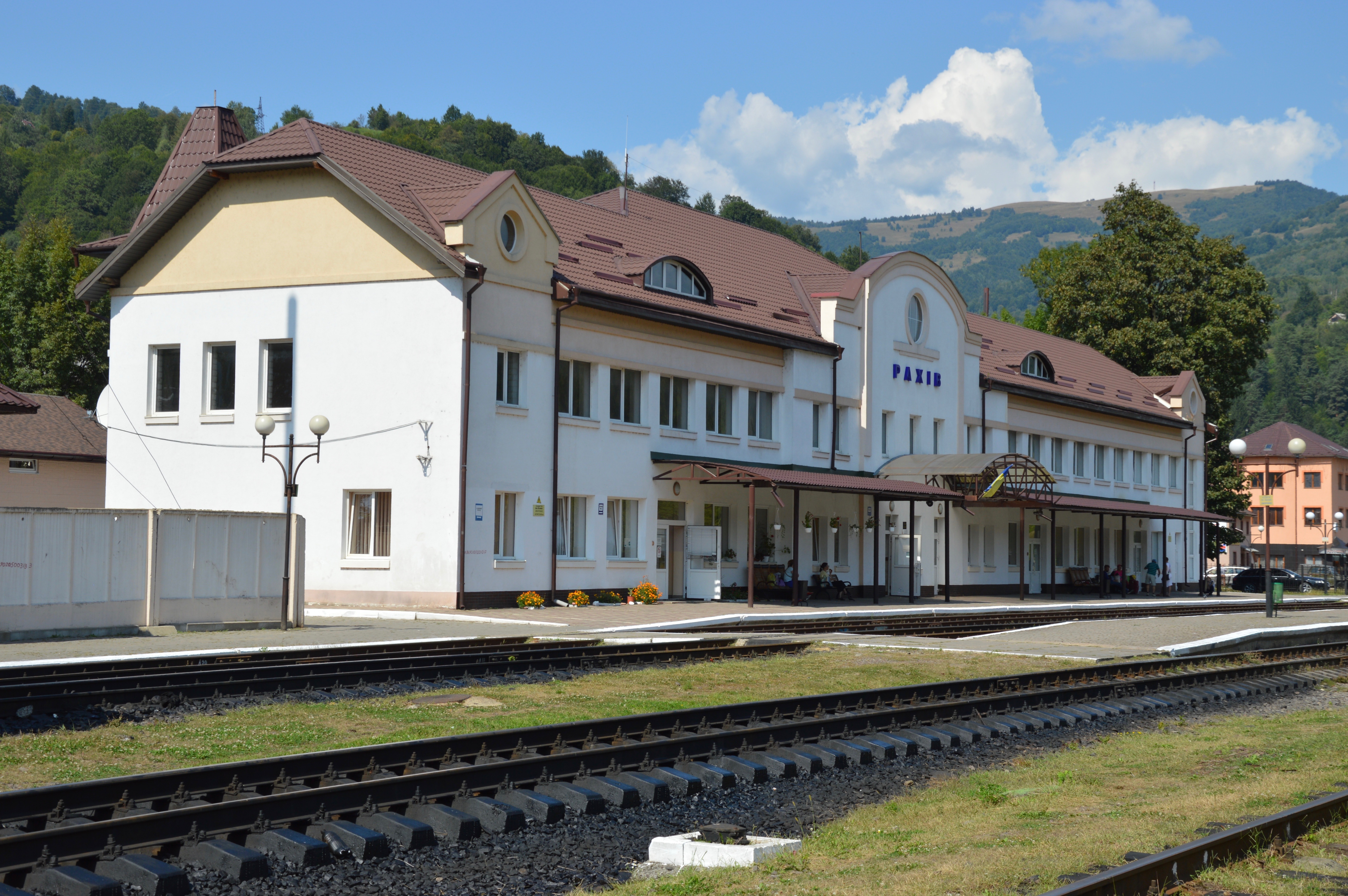
Вокзал
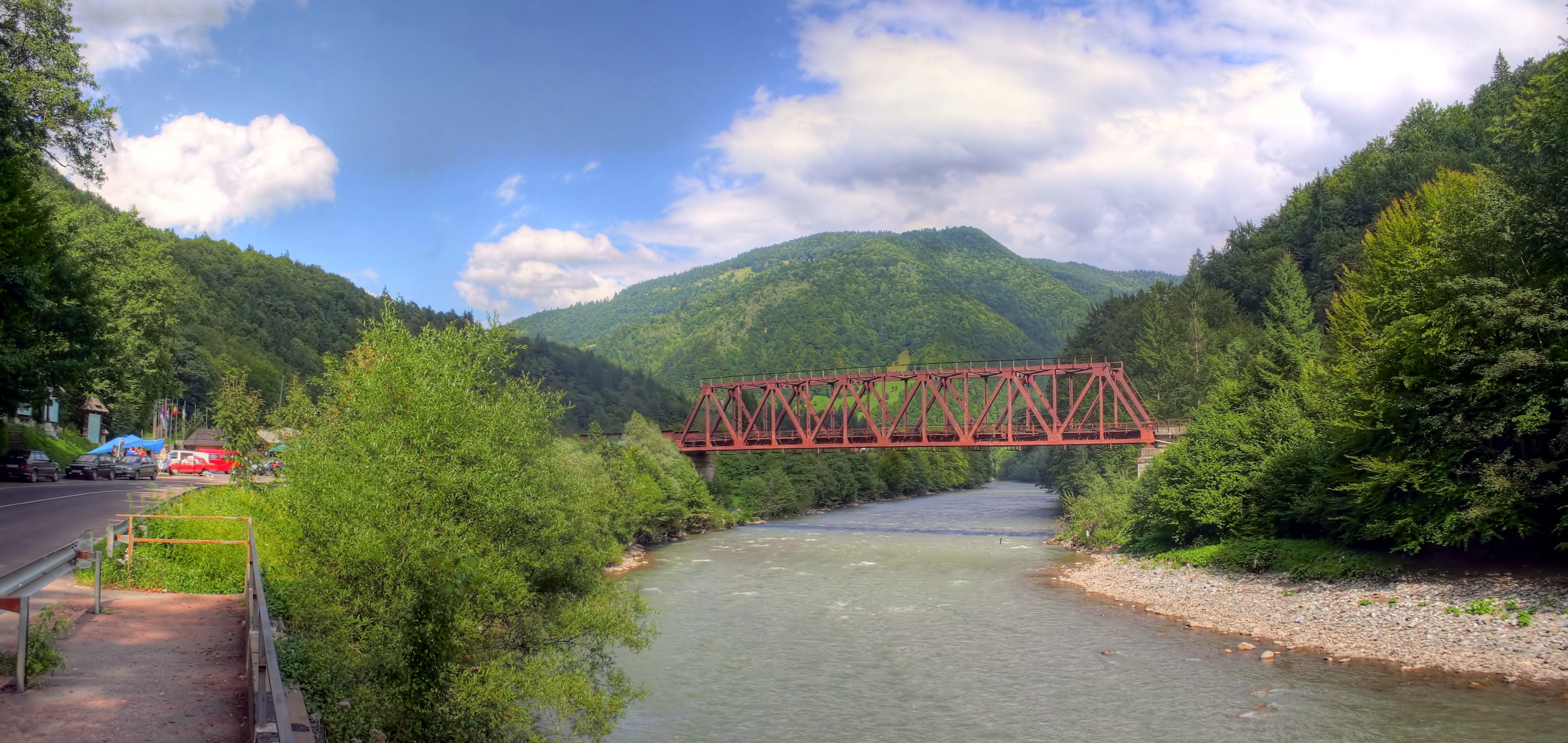
Залізничний міст у м. Рахів через Тису неподалік від станції
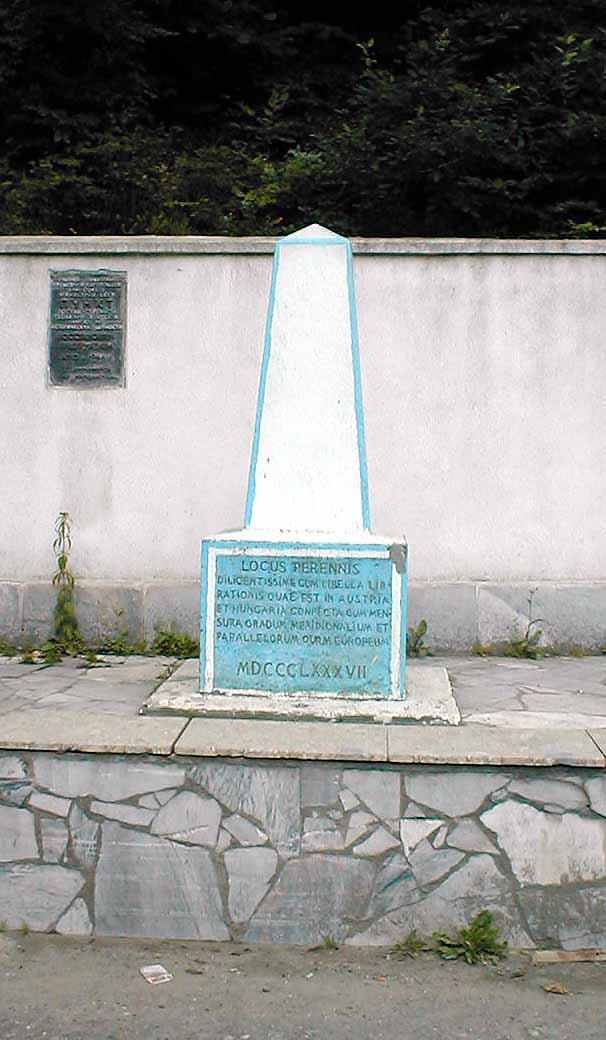
Географічний центр Європи
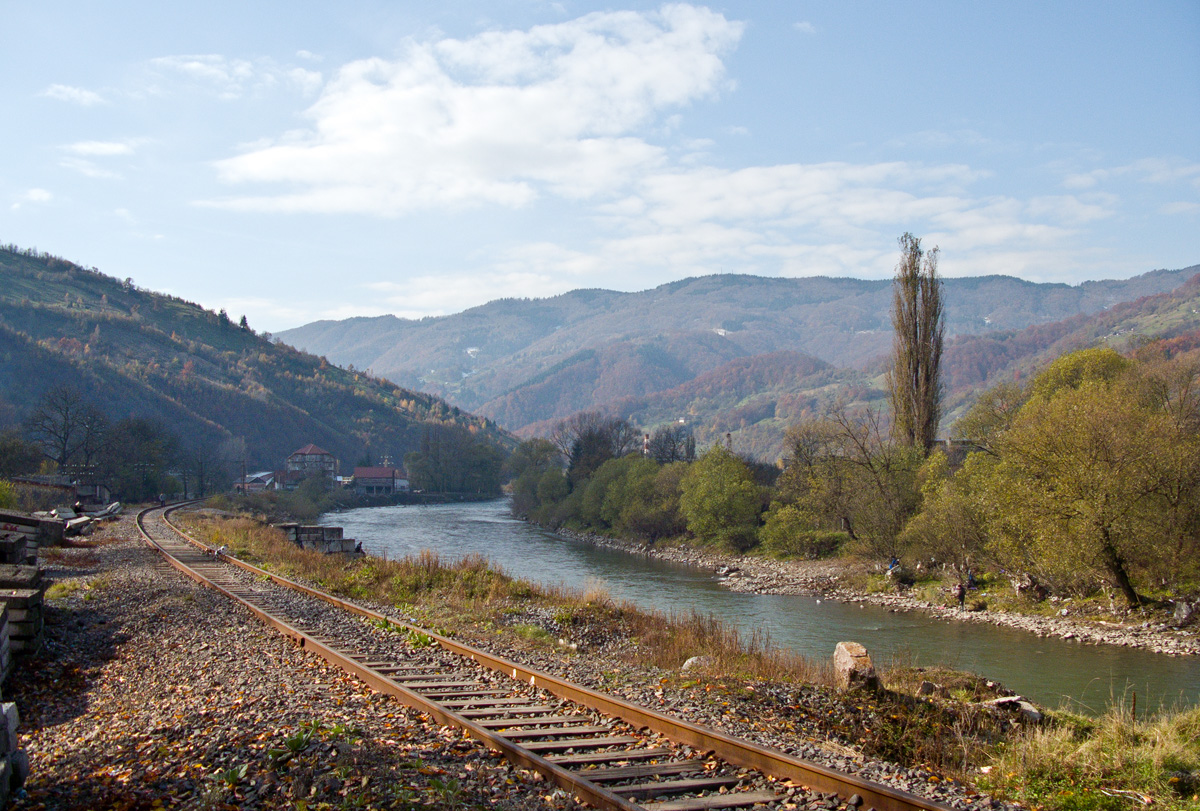
Залізнична лінія вздовж річки Тиса

## Панорама

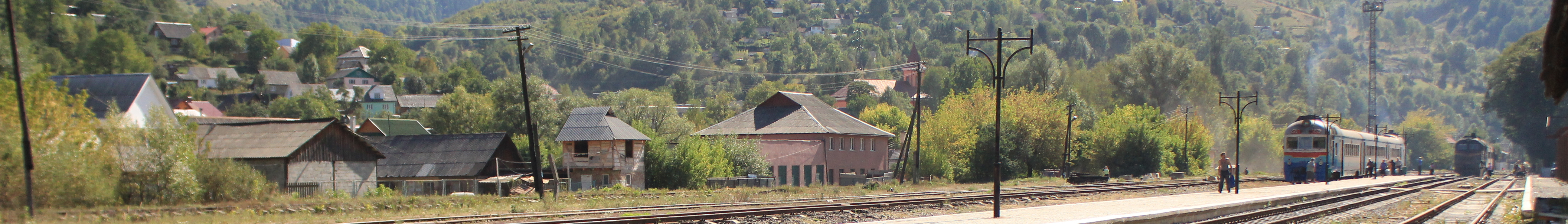
Станція Рахів